# Libuše Švormová
Libuše Švormová, née le 23 août 1935 à Prague, est une actrice tchèque de théâtre, de cinéma et de doublage.

## Biographie
Elle est( la deuxième fille d'un ingénieur électricien. Dès son enfance, elle se consacre au piano et au chant. Dans les années 1950-1954, elle est diplômée de l'École secondaire des arts appliqués de Brno, avec une spécialisation en graphisme. En 1959, elle est diplômée de la DAMU comme élève de Vlasta Fabiánová. Elle rejoint alors le théâtre de Pardubice. C'est là qu'elle est découverte par le metteur en scène Ota Ornest (cs), directeur des Théâtres municipaux de Prague (Městská divadla pražská (cs)), qui lui propose un engagement. Pendant trois décennies, elle est ainsi membre des Théâtres municipaux de Prague (1962–1991) en tant que l'une des vedettes féminines de la compagnie. Après une retraite anticipée, elle commence à faire des tournées avec des spectacles itinérants. En outre, elle travaille à la radio, au doublage de films et à la récitation de poésie en alto et en lyra pragensis. En 2005, elle reçoit le prix František Filipovský pour le doublage.
Sa filmographie comprend près d'une centaine de rôles.
Pendant deux décennies, elle est la compagne de vie de l'écrivain Jan Otčenášek (cs), et après sa mort en 1982, elle épouse Jaroslav Patera.
De 2012 à 2025, elle se produit en tant qu'invitée au Théâtre de Vinohrady, où elle interprète les rôles de Mme Wilberforce dans The Housewife et de Mme Higgins dans Pygmalion. Elle travaille également au théâtre Gong et s'est produite lors de tournées. En 2021, elle reçoit le prix Thalia pour l'ensemble de sa carrière dans le théâtre.

## Filmographie
- 1967 : Kinoautomat
- 1973 : Milenci v roce jedna : Olga
- 1976 : Smrt mouchy
- 1976 : Marečku, podejte mi pero! : Ječná
- 1978 : Jak se budí princezny (cs) : Melánie
- 2010-2012 : Les Enquêtes de Kveta, série télévisée : Filoména Spurná